# Kentucky Derby 1881
Kentucky Derby 1881 var den sjunde upplagan av Kentucky Derby. Löpet reds den 17 maj 1881 över 1,5 miles. Löpet vanns av Hindoo som reds av Jim McLaughlin och tränades av James G. Rowe Sr..
Förstapriset i löpet var 4 410 dollar. Endast sex hästar deltog i löpet.

## Resultat
| P | Häst        | Jockey          | Tränare           | Land | Tid     |
| - | ----------- | --------------- | ----------------- | ---- | ------- |
| 1 | Hindoo      | Jim McLaughlin  | James G. Rowe Sr. | USA  | 2:40.00 |
| 2 | Lelex       | Alonzo Allen    |                   | USA  |         |
| 3 | Alfambra    | G. Evans        |                   | USA  |         |
| 4 | Sligo       | William Donohue |                   | USA  |         |
| 5 | Getaway     | T. Fisher       |                   | USA  |         |
| 6 | Calycanthus | G. Smith        |                   | USA  |         |